# وانگ شینجیه
وانگ شینجیه (انگلیسی: Wang Xinjie؛ زادهٔ ۲۴ اکتبر ۱۹۹۶) تیرانداز اهل چین است.
وی در مسابقات کشوری و بین‌المللی در مجموع برندهٔ ۳ مدال طلا، ۱ مدال برنز شده است.